# Acridocarpus perrieri
Acridocarpus perrieri är en tvåhjärtbladig växtart som beskrevs av Arenes. Acridocarpus perrieri ingår i släktet Acridocarpus och familjen Malpighiaceae. Inga underarter finns listade i Catalogue of Life.